# Антон Ульрих (герцог Саксен-Мейнингена)
Антон Ульрих Саксен-Мейнингенский (нем. Anton Ulrich von Sachsen-Meiningen; 22 октября 1687, Майнинген — 27 января 1763, Франкфурт-на-Майне) — герцог Саксен-Мейнингена в 1706—1763 годах из эрнестинской линии Веттинов.

## Биография
Антон Ульрих — младший сын герцога Саксен-Мейнингена Бернгарда I и его второй супруги Елизаветы Элеоноры Брауншвейг-Вольфенбюттельской, дочери герцога Антона Ульриха Брауншвейг-Вольфенбюттельского. В момент смерти отца Антон Ульрих находился в поездке в Нидерландах и отправился дальше в Англию, Швейцарию и Италию.
Антон Ульрих пришёл к единоличной власти в Саксен-Мейнингене только с 10 марта 1746 году, после смерти старшего единокровного брата герцога Эрнста Людвига I и его сыновей Эрнста Людвига II и Карла Фридриха, а также старшего единокровного брата Фридриха Вильгельма.
Антон Ульрих уже правил совместно со своим единокровным братом Фридрихом Вильгельмом с 1743 года, поскольку в Саксен-Мейнингене не действовала примогенитура. Поэтому после смерти отца наступили смутные времена. Его старший единокровный брат Эрнст Людвиг I стремился к единоличной власти и сумел уговорить брата Фридриха Вильгельма отказаться от власти. Но Антон Ульрих судился несколько лет за своё право на власть в Саксен-Мейнингене. Умирая, Эрнст Людвиг I намеренно исключил его из числа регентов при своих сыновьях. Антон Ульрих в бессилии удалился в 1742 году во Франкфурт-на-Майне.
Поскольку не предполагалось, что Антон Ульрих когда либо станет наследником престола, в 1711 год он вступил в неравный брак с капитанской дочкой Филиппиной Елизаветой Цезарь (1686—1744), что привело к очередному витку напряжённости с роднёй. Хотя ему и удалось добиться официального признания своего брака в имперском придворном суде в Вене в 1727 году, десять детей, родившихся в этом морганатическом браке, были объявлены незаконнорождёнными в 1744 и 1747 годах, поэтому они не могли наследовать трон.
В 1747—1748 годах Антон Ульрих вёл войну с соседним герцогством Саксен-Гота-Альтенбург, развернувшуюся из-за конфликта двух придворных дам в Майнингене. В ещё одном конфликте с Саксен-Готой он безуспешно пытался добиться опекунства над несовершеннолетним Эрнстом Августом II Саксен-Веймар-Эйзенахским.
Став единоличным правителем, Антон Ульрих не отказался от проживания во Франкфурте, а наоборот именно там принимал наиболее важные решения и часто принимал генералов. Вместе с сестрой Елизаветой, аббатисой Гандерсгеймского монастыря, Антон Ульрих основал собрание предметов искусства и естественных наук.
Однако уже следовало ожидать исчезновение Саксен-Мейнингенской династии. В 1750 году во избежание угасания Саксен-Мейнингенской линии Антон Ульрих в 63 года женился на 20-летней Шарлотте Амалии Гессен-Филипстальской, дочери ландграфа Гессен-Филипсталя Карла I. До 1762 года у них родилось восемь детей. Антон Ульрих, прослывший волевым, умным и видавшим мир человеком и при этом задиристым и вспыльчивым, редко бывал в своём герцогстве и не сумел восстановить разрушенное государственное управление. Это удалось после смерти его супруге.

## Потомки
В первом браке с Филиппиной Елизаветой Цезарь родились десять детей:
- Филиппина Антуанетта (1 августа 1712 — 21 января 1785)
- Филиппина Елизавета (10 сентября 1713 — 18 марта 1781)
- Филиппина Луиза (10 октября 1714 — 25 октября 1771)
- Филиппина Вильгельмина (11 октября 1715  — 16 ноября 1718)
- Бернхард Эрнст (14 декабря 1716 — 14 июня 1778)
- Антония Августа (29 декабря 1717 — 19 сентября 1768)
- София Вильгельмина (23 февраля 1719 — 24 ноября 1723)
- Карл Людвиг (30 октября 1721 — 30 мая 1727)
- Кристина Фредерика (13 декабря 1723 — 1723), умерла через несколько дней после рождения.
- Фридрих Фердинанд (12 марта 1725 — 17 июня 1725)

Ни один из выживших детей от первого брака не был женат и не имел потомства.
Во втором браке с Шарлоттой Амалией Гессен-Филипстальской родились восемь детей:
- Шарлотта (11 сентября 1751 — 25 апреля 1827), замужем за герцогом Саксен-Гота-Альтенбургским Эрнстом II (1745—1804)
- Луиза (6 августа 1752 — 3 июня 1805), замужем за ландграфом Адольфом Гессен-Филипсталь-Бархфельским (1743—1803)
- Елизавета (11 сентября 1753 — 3 февраля 1754)
- Карл (19 ноября 1754 — 21 июля 1782), герцог Саксен-Мейнингена, женат на принцессе Луизе Штольберг-Гедернской (1764—1834)
- Фридрих Франц (16 марта 1756 — 25 марта 1761)
- Фридрих Вильгельм (18 ноября 1757 — 13 апреля 1758)
- Георг I (4 февраля 1761 — 24 декабря 1803), герцог Саксен-Мейнингена, женат на принцессе Луизе Элеоноре Гогенлоэ-Лангенбургской (1763—1837)
- Амалия (4 марта 1762 — 28 мая 1798), замужем за Генрихом Карлом Эрдманом Каролат-Бейтенским (1759—1817)